# Blood Sugar Sex Magik
Blood Sugar Sex Magik — п'ятий альбом американського рок-гурту Red Hot Chili Peppers, виданий 24 вересня 1991 року. Це була перша платівка гурту на лейблі Warner Bros.. Продюсером виступив Рік Рубін. Музичний стиль «Blood Sugar Sex Magik» суттєво відрізнявся від попереднього альбому Red Hot Chili Peppers («Mother's Milk») і був майже позбавлений «металевих» гітарних рифів. Тексти альбому були сповнені сексуальних натяків і відсилок до наркотиків та смерті.
Альбом розійшовся тиражем понад 7 000 000 копій лише в США, принісши Red Hot Chili Peppers широку популярність і зичливі відгуки критиків. Пісні «Give It Away», «Under The Bridge», «Suck My Kiss» і «Breaking The Girl» стали хітами. Під час гастролей на підтримку «Blood Sugar Sex Magik» 1992 р. гітарист Джон Фрусчанте залишив групу (але повернувся 1998 р.). На думку багатьох критиків і пересічних фанатів, цей альбом став визначним у формуванні альтернативної рок-музики 1990-х років.

## Передумови
В 1988 році гітарист гурту Гілел Словак помер від передозування героїном. Барабанщик Джек Айронс згодом покинув гурт, а вокаліст Ентоні Кідіс та басист Флі почали шукати нових гітариста та барабанщика. Джон Фрусчанте, який був завзятим фанатом гурту, висловив інтерес приєднатися до них, але колишній гітарист проекту P-Funk ДеВейн МакНайт вже був обраний на місце Словака. Коли відносини між Макнайт та рештою членів Red Hot Chili Peppers не склалися, він був звільнений. Водночас Фрушанте зібрався стати учасником Thelonious Monster, панк-рок групи, утвореної Бобом Форестом; тим не менш, Флі попросив його приєднатися до Red Hot Chili Peppers, і Фрушанте був негайно прийнятий в групу. Барабанщик Чед Сміт приєднався до групи за два тижні перед початком підготовки до запису Mother's Milk, після успішного прослуховування. Mother's Milk став другим альбомом гурту, який потрапив в чарт Billboard 200, піднявшись на 52 рядок. Хоча альбом вийшов достатньо успішним, він був надміру «перевантажений» продюсуванням. Продюсер гурту Майкл Бейнгорн переконував Фрушанте грати якомога важче та вимагав від Кідіса писати більш «радіоформатні» тексти пісень. Через це гурт відчувала обмеженість у творчості.
Оскільки контракт гурту з EMI підходив до кінця, музиканти почали шукати нову звукозаписну компанію для випуску наступного альбому. Вони досягли угоди з Sony BMG/Epic Records, з умовою, що компанія викупить їх попередній альбом у EMI. Хоча компанія обіцяла виконати це за кілька днів, процес розтягнувся на кілька місяців. Незважаючи на те, що контракт з Sony/Epic вже був укладений, Мо Остін з Warner Music Group подзвонив Кідісу та привітав його з успішною операцією, а також висловив захоплення конкуруючою компанією. Кідіс згадував про це: «Сама класна людина, яку ми зустріли за час всіх цих переговорів, він особисто подзвонив, щоб підтримати мене зробити відмінний альбом для конкуруючої компанії. Це був той хлопець, на якого я хотів працювати». У підсумку контракт з Sony був розірваний на користь Warner Bros. Остін подзвонив старому другові з EMI, який дозволив одразу здійснити перехід гурту на інший лейбл.

## Запис
Влаштувавшись в Warner Bros. Records, гурт приступив до пошуків підходящого продюсера. Один кандидат, Рік Рубін, виділявся в особливості, оскільки він був більш ліберальний до творчості музикантів, ніж ті, з ким Red Hot Chili Peppers працювали в минулому. Зрештою гурт вирішив, що Рубін буде найкращим вибором, тому музиканти запросили його продюсувати майбутній Blood Sugar Sex Magik. У процесі запису Рубін часто допомагав гурту аранжувати барабани, гітарні мелодії та тексти пісень.
Гурт шукав нетрадиційне місце для запису альбому, вважаючи, що це благотворно вплине на творчість. Рубін запропонував великий особняк, в якому колись жив фокусник Гаррі Гудіні, і музиканти погодилися. Було найнято команда, яка встановила звукозаписну студію і інше устаткування, необхідне для запису альбому в особняку. Гурт вирішив, що залишиться в особняку протягом всієї запису альбому, проте Сміт, переконаний, що це цей будинок населяють примари, відмовився залишатися. Замість цього він щодня приїздив на мотоциклі. Фрушанте був зі згоден Смітом та сказав: «Безумовно, в будинку є привиди». Але, на відміну від Сміта, Фрушанте вважав, що вони «дуже дружелюбні. Ми [гурт] відчуваємо лише теплі флюїди та радість всюди у цьому будинку».
У Фрушанте, Кідіса і Флі були окремі кімнати в різних кінцях будинку. У вільний від запису альбому час Фрушанте малював, слухав музику, читав та записував пісні, які він сам вигадав. Понад 30 днів музиканти працювали в будинку. Гурт дозволила зятю Флі Гевіну Боудену зняти процес створення альбому на відео. Пізніше на основі цього відео і інтерв'ю учасників гурту був випущений фільм Funky Monks.

## Музика і лірика
У звучанні Blood Sugar Sex Magik, як і раніше, домінує характерна для гурту суміш фанку та панку; втім, у більш мелодійних композиціях музиканти відійшли від звичної формули. Треки «The Righteous and the Wicked», «Suck My Kiss», «Blood Sugar Sex Magik», «Give it Away» і «Funky Monks» як і раніше містили фірмові хеві-метал рифи, але, на відміну від матеріалу Mother's Milk, на мали менше дісторшна. Флі, який віддавав пріоритет слеповій техніці, цього разу віддав перевагу більш традиційним та мелодійним бас-партіям. Він став дотримуватися мінімалістської філософії «менше означає більше»: «На Blood Sugar Sex Magik я намагався грати простіше. До цього грішив надмірністю, — тепер подумав: „Час розслабитися і грати вдвічі менше нот“. Коли ви граєте лаконічно, це звучить більш захоплююче; залишається більше місця для інших музикантів, для імпровізацій, для всього. Якщо я дійсно граю щось цікаве — воно виділяється, на відміну від бас-партії, в якій безліч нот. Простір — хороша річ».
Кідіс також почав писати тексти про тугу, яка відвідувала його через роки наркотичної залежності; він вважав, що його життя перебувало у найнижчій своїй точці і щоб описати це, він використовував як метафору наркотичний притон під мостом у центрі Лос-Анджелеса. Місяць потому Рубін наткнувся на вірш, який пізніше став текстом «Under the Bridge» і запропонував Кідісу показати його іншим музикантам. Спочатку Кідіс побоювався, що колеги вважатимуть слова «занадто м'якими», невідповідними гуртові по стилю. Але він заспівав фрагмент пісні Джону, і вже наступного дня вони обидва приступили до спільної роботи над композицією, протягом декількох годин підбираючи акорди і мелодії, поки не зійшлися в думці — пісня готова. При цьому акордами вступу гітарист спробував збалансувати гнітючу атмосферу треку. «Мій мозок інтерпретував її як дійсно сумну пісню, тому я подумав — якщо у неї сумний текст, то я повинен скласти кілька акордів, які будуть трохи веселіше», — згадував він.
Кідіс відчував, що альбом розширює музичні горизонти гурту і, відрізняючись від більш раннього матеріалу, знаменує новий щабель у кар'єрі RHCP. В одній з найбільш мелодійних пісень платівки, «Breaking the Girl», вокаліст розповів про власну непостійність. Він став побоюватися, що слід по стопах свого батька і стає бабієм, будучи нездатним на стабільні, довготривалі стосунки з жінкою: «…Це дуже розбурхує і приносить короткострокове задоволення — постійні романи з гарними і цікавими дівчатами, але під кінець дня ти відчуваєш себе до біса самотнім, залишаєшся ні з чим». Цікаво, що соло під час бриджу було виконано на перкусійних інструментах, знайдених у сміттєвому контейнері.
«I Could Have Lied» стосувалася нетривалих відносин Кідіса та ірландської співачки Шинейд О'Коннор.

## Оформлення альбому
Всі фотографії, малюнки та художнє оформлення Blood Sugar Sex Magik були довірені кінорежисерові Гасу Ван Сенту. На обкладинці альбому зображено профілі чотирьох учасників гурту, розташовані навколо троянди. Тексти пісень надруковані білим шрифтом, що являє собою почерк Кідіса, на чорному тлі. У буклеті, крім текстів пісень, присутній колаж із фотографій, що демонструє різні татуювання учасників гурту. На татуюваннях зображені обличчя індіанських племінних вождів, тварини та морські створіння, а також символи та фрази. Індивідуальна фотографія кожного учасника та дві спільні фотографії гурту також містяться в буклеті.
Оформлення синглів, випущених в той же період, що і альбом, має мало спільного з оформленням Blood Sugar Sex Magik. Обкладинкою синглу «Give It Away» стала картина, на якій зображене китайське немовля, оточене рибою, овочами, фруктами та суші. Обкладинка синглу «Under the Bridge» являє собою фотографію моста в Лос-Анжелесі. Обкладинка «Suck My Kiss» містить чорно-білу фотографію гурту, на якій Флі тримає в руках велику рибу. Обкладинкою «Breaking the Girl» став малюнок, на якому зображена людина, накрита магмою.

## Критика

### Рецензії
Blood Sugar Sex Magik був тепло прийнятий критиками — вони хвалили гурт за те, що він не став перевантажувати слухача важкими гітарними рифами, які переважали на їх попередньому альбомі. Том Мун із журналу Rolling Stone, приписавши Ріку Рубіну заслугу у зміні стилю гурту («Рубін додав „Перцям“ динаміки»), високо оцінив звучання альбому в цілому, відзначивши «зрослу якість музичних текстур і нюансів».

## Випуск та просування
Blood Sugar Sex Magik був виданий 24 вересня 1991 року. Він став «золотим» вже через два місяці, 26 листопада 1991 року, і «платиновим» 1 квітня 1992 року; з того часу він став «платиновим» сім разів у США. Альбом досяг 3 місця в Billboard 200. Спочатку, сингл «Give it Away» не дуже добре приживався в мейнстрімі. Кілька радіостанцій відмовилися крутити пісню, сказавши гурту «повернутися, коли у вашій пісні буде мелодія». Радіостанція KROQ в Лос-Анжелесі, тим не менш, почала крутити цей сингл по кілька разів на день, і це, за твердженням Кідіса, «було початком по впровадженню „Give It Away“ в масову свідомість». Пісня досягла 9 місця в «UK Top 40» і 73 місця в «Billboard Hot 100». Blood Sugar Sex Magik в загальній складності був проданий тиражем 13 000 000 копій у всьому світі.
Гурт не думав, що сингл «Under the Bridge» буде таким же успішним як «Give It Away». Warner Bros. відправили своїх представників на концерт, щоб визначити, яку пісню зробити наступним синглом. Коли Фрушанте на концерті почав грати «Under the Bridge» Кідіс забув слова пісні; вся аудиторія почала співати пісню замість нього. Спочатку Кідіс був пригнічений «через те, що облажався перед людьми Warner Bros. Я вибачився за те, що облажався, але вони сказали: „облажався? Ти що, жартуєш? Якщо кожний людина, яка прийшла на шоу, починає співати пісню, то це наш наступний сингл“». Відповідно, «Under the Bridge» був обраний другим синглом. В червні 1992 року «Under the Bridge» прорвався на друге місце Billboard Hot 100.
Кідіс та Фрушанте обидва були згодні, що для просування альбому в Європі їм слід організувати турне. Тим не менш, для Фрушанте виявилося складно адаптуватися до життя поза особняка, в якому записувався альбом і де він провів в ізоляції майже 30 днів. Кідіс згадував про цю ситуацію: «У нього був такий приплив творчості, поки ми робили цей альбом, що, як мені здається, він по-справжньому не знав, як ужитися зі своєю креативністю». В цей же час Фрушанте почав експериментувати з героїном, який надалі підірвав його душевну рівновагу.

## Тур на підтримку альбому і відхід Фрушанте
До початку туру на підтримку Blood Sugar Sex Magik Кідіс ознайомився з відеокліпом «Rhinoceros» гурту The Smashing Pumpkins. Він зв'язався з менеджером цього гурту і попросив його задіяти The Smashing Pumpkins в турне. Через кілька днів після того, як музиканти з The Smashing Pumpkins підтвердили свою участь, подзвонив колишній барабанщик Red Hot Chili Peppers Джек Айронс і попросив дозволити гурту Pearl Jam, чий лідер Едді Веддер був другом Айронса, виступати на розігріві у Red Hot Chili Peppers. Перший концерт після релізу Blood Sugar Sex Magik відбувся в театрі Mayer Theater в місті Медісон, штат Вісконсін.
Blood Sugar Sex Magik почав отримувати потужну ротацію на радіо і великі продажі під час туру гурту по США. Фрушанте, який волів, щоб гурт залишався в андеграунді, був вкинутий його зростаючою популярністю в депресивний стан. За словами Кідіса «він почав втрачати всю маніакальну, безтурботну, веселу частину своєї особистості. Навіть на сцені навколо нього формувалася тепер аура надзвичайною серйозності». Поступово Фрушанте почав дистанціюватися від гурту як єдиного цілого і висловлювати невдоволення своїми колегами. Популярність гурту здавалася йому ганебною. Між Кідісом і Фрушанте почала зростати напруга на сцені. Кідіс згадував про конфлікт після концерту в Новому Орлеані: «У нас був аншлаговий концерт і Джон просто стояв у кутку, ледве-ледве граючи на гітарі. Відправившись за лаштунки, ми з ним просто посварилися».
Оскільки Red Hot Chili Peppers стали грати частіше на аренах, ніж в театрах, промоутери туру вирішили замінити Pearl Jam на більш популярний гурт. Кідіс зв'язався з барабанщиком Nirvana Дейвом Гролом і запитав, чи може Nirvana замінити Pearl Jam, на що Грол погодився. Біллі Корган, лідер The Smashing Pumpkins, відмовився грати з Nirvana, оскільки він свого часу зустрічався з дружиною Курта Кобейна Кортні Лав. У результаті The Smashing Pumpkins були зняті з турне, а замість них залишилися Pearl Jam. Перше шоу спільно з Nirvana проходило на стадіоні LA Sports Arena. Коли гурт закінчив виступати з Nirvana, музиканти відправилися в турне по Європі, куди Фрушанте, потребуючи спілкуванні з ким-небудь, взяв із собою подругу. «Джон порушив наше неписане правило не брати дружин або подруг в дорогу» — заявив Кідіс.
Ненадовго перервавши європейський тур, гурт прилетів до Нью-Йорку і виступив на телевізійному шоу Saturday Night Live. Музиканти зіграли «Under the Bridge» першим номером; цей виступ Кідіс сприйняв як саботаж з боку Фрушанте: «[Джон] експериментував так, ніби ми репетируємо цю пісню. Але ми не репетирували. Ми були в прямому ефірі ТБ перед мільйонами людей і це була суща катування. Я заспівав у тональності, яку він, як мені здалося, задав. І відчув себе так, ніби мене б'ють ножем у спину на очах у всієї Америки, поки цей хлопець у кутку, в тіні, грає щось неблагозвучно-експериментальне».
Гурт взяв двотижневу паузу між європейською та японською частиною туру, яка почалася в травні 1992 року. За кілька хвилин до того, як гурт повинний був почати виступати в Токіо, Фрушанте відмовився йти на сцену, заявивши, що він йде з гурту. Після півгодинних умовлянь він погодився грати на цьому концерті, але заявив, що це буде останній раз. Кідіс згадував про цю ситуацію: «Це було найжахливіше шоу. Кожна нота, кожне слово завдавало страждання, так як я знав, що ми більше не гурт. Я уважно дивився на Джона і бачив мертву статую презирства... І в ту ніч Джон зник з хаотичного світу Red Hot Chili Peppers». Гурт найняв гітариста Еріка Маршалла, щоб завершити решту туру, яка включала виступ на фестивалі Lollapalooza і кілька європейських фестивалів. По закінченні цієї низки концертів він був звільнений з гурту.

## Список композицій
Автори всіх пісень — Red Hot Chili Peppers, окрім зазначених випадків.
| #   | Назва                              | Тривалість |
| --- | ---------------------------------- | ---------- |
| 1.  | «The Power of Equality»            | 4:03       |
| 2.  | «If You Have to Ask»               | 3:37       |
| 3.  | «Breaking the Girl»                | 4:55       |
| 4.  | «Funky Monks»                      | 5:23       |
| 5.  | «Suck My Kiss»                     | 3:37       |
| 6.  | «I Could Have Lied»                | 4:04       |
| 7.  | «Mellowship Slinky in B Major»     | 4:00       |
| 8.  | «The Righteous & the Wicked»       | 4:08       |
| 9.  | «Give It Away»                     | 4:43       |
| 10. | «Blood Sugar Sex Magik»            | 4:31       |
| 11. | «Under the Bridge»                 | 4:24       |
| 12. | «Naked in the Rain»                | 4:26       |
| 13. | «Apache Rose Peacock»              | 4:42       |
| 14. | «The Greeting Song»                | 3:13       |
| 15. | «My Lovely Man»                    | 4:39       |
| 16. | «Sir Psycho Sexy»                  | 8:17       |
| 17. | «They're Red Hot» (Robert Johnson) | 1:12       |

| iTunes Bonus Tracks | iTunes Bonus Tracks                | iTunes Bonus Tracks |
| #                   | Назва                              | Тривалість          |
| ------------------- | ---------------------------------- | ------------------- |
| 18.                 | «Little Miss Lover» (Jimi Hendrix) | 2:40                |
| 19.                 | «Castles Made of Sand» (Hendrix)   | 3:21                |

## Позиції в чартах
| Чарт            | Найвища позиція |
| --------------- | --------------- |
| Австралія       | 1               |
| Австрія         | 17              |
| Велика Британія | '               |
| Іспанія         | 32              |
| Італія          | 25              |
| Канада          | 1               |
| Нідерланди      | 2               |
| Німеччина       | 12              |
| Нова Зеландія   | 1               |
| Норвегія        | 5               |
| США             | 2               |
| Угорщина        | 27              |
| Фінляндія       | 14              |
| Франція         | 33              |
| Швейцарія       | 10              |
| Швеція          | 26              |
| Японія          | '               |

| Країна                | Сертифікація |
| --------------------- | ------------ |
| Австралія (ARIA)      |              |
| Австрія (IFPI)        | Золотий      |
| Аргентина (CAPIF)     | Платиновий   |
| Велика Британія (BPI) | 3×Платиновий |
| Іспанія (CRIA)        | 2×Платиновий |
| Канада (CRIA)         | 4×Платиновий |
| Німеччина (BVMI)      | Платиновий   |
| Нова Зеландія (RMNZ)  | Платиновий   |
| Польща (ZPAV)         | Золотий      |
| США (RIAA)            | 7×Платиновий |
| Франція (SNEP)        | Платиновий   |
| Швеція (GLF)          | Платиновий   |

## Учасники запису
Red Hot Chili Peppers
- Ентоні Кідіс — вокал
- Джон Фрусчанте — гітара, бек-вокал
- Флі — бас-гітара, бек-вокал, ударні (3)
- Чед Сміт — ударні

Додаткові музиканти
- Брендан О'Браєн — клавішні
- Ґейл Фрусчанте з подругами — бек-вокал (11)